# Lars Sjösten
Lars Sjösten, född 7 maj 1941 i Oskarshamn, död 19 oktober 2011, var en svensk jazzmusiker.
Under 1960-talet spelade Sjösten ofta på restaurang Gyllene Cirkeln i Stockholm. Han spelade med internationella storheter som Ben Webster, Dexter Gordon, Art Farmer och Stan Getz, liksom med svenska tenoristen Bernt Rosengren.
Sjösten var också pianist i svenska barytonsaxofonisten och kompositören Lars Gullins grupper. Han blev god vän med Gullin; detta samarbete kom att betyda allt mer för Sjöstens eget musikskapande. 
År 1969 var Lars Sjösten den förste musikern som belönades med Jan Johansson-stipendiet. År 1997 fick Sjösten det nyinstiftade Lars Gullin-priset, och 2006 erhöll han Christer Boustedt-stipendiet.
Under årens lopp ledde Lars Sjösten ett flertal egna grupper. Han gjorde många inspelningar och erhöll både publikt gensvar och statligt stöd. Hans turnerande tog honom till så skilda metropoler som Paris, Moskva, Vittoria da Praia (Azorerna) och Emmaboda. Lars Sjösten var också en etablerad kompositör. 
Lars Sjösten var en mångsidig pianist, känd för sitt flödande, välklingande spel och en stilenlig jazzharmonik, som kan höras dels på inspelningar i eget namn, dels med storheter som Dexter Gordon, Ben Webster, Lee Konitz, Benny Bailey, Bjarne Nerem,  Lars Gullin, Bernt Rosengren  och Putte Wickman, liksom med vokalartister som Nannie Porres och Gunnar "Siljabloo" Nilson.
År 1981 utsågs Sjöstens LP Select Notes till detta års Gyllene skivan, en utmärkelse som utdelas av tidskriften Orkesterjournalen. På detta album hörs musikanter som altsaxofonisten Willy Lundin, trombonisten Lars Olofsson, trumpetaren Jan Allan, basisten Sture Nordin, trumslagaren Egil Johansen och slagverkaren Rudi Smith.
På Statens Musikverk/Svenskt visarkiv finns Lars Sjöstens donerade personarkiv, fritt tillgängligt för forskning.

## Diskografi i urval
- 1972 – Gutår! (Lars Sjösten, Philips)
- 1980 – Select Notes (Lars Sjösten, Caprice Records)
- 1983 – Bells, Blues and Brotherhood (Lars Sjösten, Dragon Records)
- 1988 – Roots and Relations (Lars Sjösten Quartet, Dragon Records)
- 1991 – Lars Sjösten in Moscow (Lars Sjösten Quartet, Melodia)
- 1992 – Friends(Lee Konitz & Lars Sjösten Quartet, Dragon Records)
- 1995 – Dedicated To Lee (Lee Konitz & Lars Sjösten Octet, Dragon Records)
- 2007 – Early (Lars Sjösten, Dragon Records, Compilation)

## Priser och utmärkelser
- 1969 – Jan Johansson-stipendiet
- 1981 – Gyllene skivan för albumet Select Notes
- 1989 – Gyllene skivan för albumet Roots and Relations
- 1997 – Lars Gullin-priset

## Filmmusik
- 1966 – Ska' ru' me' på fest?